# Lagnus
Lagnus is een geslacht van spinnen uit de familie springspinnen (Salticidae).

## Soorten
De volgende soorten zijn bij het geslacht ingedeeld:
- Lagnus longimanus L. Koch, 1879
- Lagnus monteithorum Patoleta, 2008